# John Bradfield (ingeniero)
John Job Crew Bradfield (26 de diciembre de 1867 - 23 de septiembre de 1943) fue un ingeniero civil australiano, conocido como el principal proponente del puente de la bahía de Sídney, del cual supervisó tanto el diseño como la construcción. Trabajó para el Departamento de Obras Públicas de Nueva Gales del Sur desde 1891 hasta 1933. Fue el primer doctor en ingeniería por la Universidad de Sídney, en 1924. Otros proyectos notables en los que estuvo involucrado incluyen la presa Cataract (completada en 1907), la presa de Burrinjuck (completada en 1928) y el puente Story de Brisbane (terminado en 1940). El puente de la bahía era un componente del City Circle, el gran plan de Bradfield para los ferrocarriles del centro de Sídney, del que se completó una versión modificada después de su muerte. También fue el diseñador de un proyecto de riego no construido conocido como el "Bradfield Scheme", que proponía que áreas remotas del oeste de Queensland y el noreste de Australia del Sur podrían volverse fértiles mediante el desvío de los ríos del Norte de Queensland.

## Primeros años
Bradfield nació en 1867 en Sandgate (Queensland). Era el cuarto hijo de Maria (de soltera Crew) y de John Edward Bradfield, y también tenía cuatro hermanas. Su padre era un veterano de la guerra de Crimea que había llegado a Brisbane desde Inglaterra en 1857. Bradfield comenzó su educación en la Escuela Estatal de North Ipswich antes de ganar una beca para la Ipswich Grammar School. Era un alumno destacado de su escuela y ganó la medalla de química en el examen público superior en 1885. El gobierno colonial le otorgó una beca para asistir a la Universidad de Sídney, ya que Queensland no tenía una universidad propia en ese momento. Se matriculó en el St Andrew's College y se graduó como bachiller en ingeniería en 1889, ganando la medalla universitaria.
Después de graduarse, Bradfield comenzó a trabajar para el departamento de los Ferrocarriles de Queensland como delineante proyectista bajo la dirección del ingeniero jefe. Se casó con Edith Jenkins en 1891, con quien tuvo cinco hijos y una hija. Ese mismo año perdió su empleo debido a la depresión económica, y se mudó a Nueva Gales del Sur, donde comenzó a trabajar de nuevo como delineante proyectista en el Departamento de Obras Públicas. Bradfield se convirtió en asociado de la Institución de Ingenieros Civiles en 1893, y para completar su maestría en ingeniería regresó a la Universidad de Sídney, donde obtuvo honores de primera clase y nuevamente recibió la Medalla Universitaria. Fue uno de los fundadores de la Sociedad de Ingeniería de la Universidad de Sídney, que presidiría durante dos mandatos.

## Carrera profesional

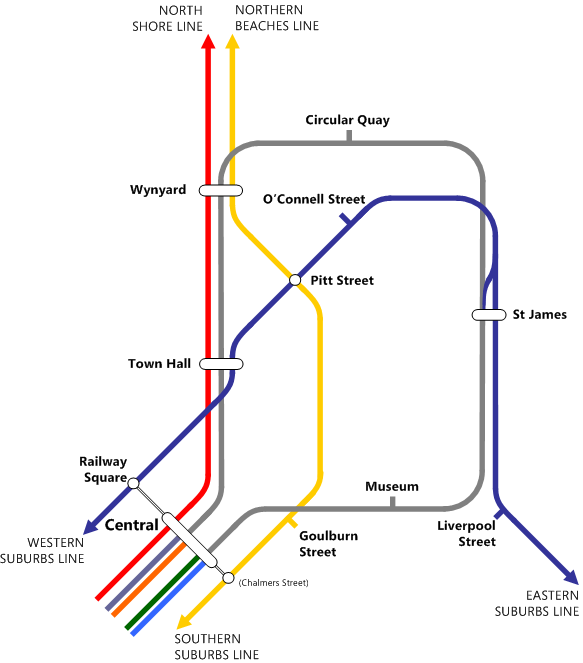
La red ferroviaria original para el centro financiero de Sídney planeada por John Bradfield

A lo largo de su época en el Departamento de Obras Públicas de Nueva Gales del Sur, Bradfield pudo trabajar en proyectos muy diversos, incluida la presa Cataract (situada cerca de Sídney) y la presa de Burrinjuck (construida sobre el río Murrumbidgee). En enero de 1909, fue ascendido al rango de ingeniero asistente con un salario de 400 libras esterlinas. Al año siguiente se postuló sin éxito para el puesto de catedrático de ingeniería en la Universidad de Queensland. En 1913 fue nombrado ingeniero jefe para la construcción del ferrocarril metropolitano, cuando comenzó su larga asociación con la que sería su secretaria confidencial (lo que actualmente sería una asesora técnica), Kathleen M. Butler. En 1915 presentó un informe en el que se esbozaba un gran plan para los ferrocarriles de Sídney, que implicaba la electrificación de los ferrocarriles suburbanos, un ferrocarril subterráneo para la ciudad y el puente de la bahía de Sídney. La Primera Guerra Mundial provocó la cancelación de las tres propuestas.
Durante la Primera Guerra Mundial trabajó con el profesor Warren y con A.E. Cutler para establecer la primera escuela de aviación civil, donde se capacitaba a los pilotos para el servicio en el extranjero.
En 1924 obtuvo el título de doctor por una tesis titulada "Los ferrocarriles eléctricos urbanos y suburbanos y el puente de la bahía de Sídney", el primer doctorado en ingeniería otorgado por la Universidad de Sídney. En 1935, la Universidad de Queensland le otorgó el grado de doctor en ingeniería ad eundem.

### Puente de la bahía de Sídney y esquema ferroviario de Bradfield

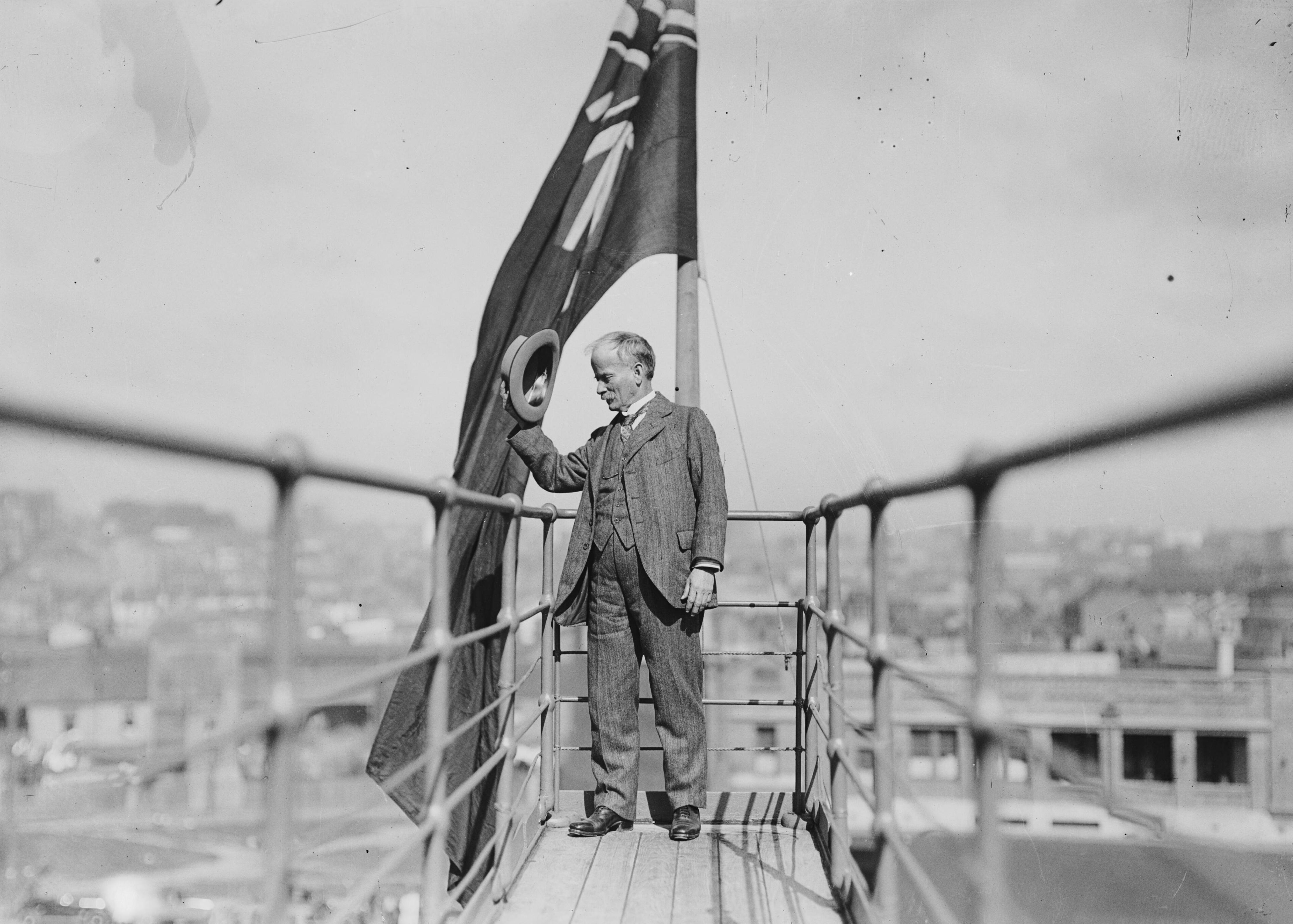
Bradfield saludando con su sombrero en la mano a los espectadores desde el recién construido puente de la bahía de Sídney

El Proyecto de Ley del Puente se aprobó en el Parlamento en 1922. Gran parte de su trabajo en el Puente de la Bahía de Sídney implicó la asistencia de su secretaria confidencial Kathleen M. Butler, quien llevó a cabo un trabajo que ahora se describiría como el de un director de proyecto o asesor técnico, involucrada en la verificación de especificaciones, en las negociaciones con los licitadores y en el establecimiento en 1924 de la oficina londinense del proyecto en el seno de la firma Dorman Long and Co Ltd, la empresa contratista designada para redactar el proyecto del puente.
El visionario plan de transportes de Bradfield para la ciudad de Sídney incluyó que se dispusiera una red de líneas ferroviarias subterráneas debajo del distrito comercial central, la construcción del puente de la bahía y una nueva estación de tren Central. Si bien se planteó la idea de una línea subterránea circular bajo la ciudad y se construyeron túneles de conexión con líneas futuras, muchas de sus ideas todavía continúan sin desarrollarse por completo. Se propuso una red más grande de líneas para los suburbios del oeste, este y sur, pero la mayoría de estas líneas siguen siendo propuestas y nunca se han llegado a materializar.
La construcción del puente coincidió con la ejecución de un sistema subterráneo de ferrocarriles en el distrito financiero de Sídney, conocido hoy en día como City Circle, y se diseñó teniendo esto en mente. Por ello, se dimensionó para poder alojar cuatro carriles de tráfico rodado, flanqueados a cada lado por dos vías de ferrocarril y un camino de salida. Ambos conjuntos de vías férreas estaban conectadas a la estación subterránea de Wynyard en el extremo sur del puente mediante rampas y túneles simétricos.
Las vías del tren del lado este estaban destinadas a ser utilizadas por un enlace ferroviario planificado a las `playas del norte, aunque se utilizaron para el servicio de tranvías desde North Shore hasta la estación de Wynyard. La idea inicial era operar servicios de tranvía hasta la puesta en servicio de un ferrocarril de gran capacidad hacia las playas del norte, aunque cuando se cancelaron los servicios de tranvía en 1958, se convirtieron en carriles de tráfico adicionales, que ahora ocupan la conexión con la autopista rápida de Cahill y un carril para autobuses con destino a la ciudad.
La Gran Depresión, y más tarde la Segunda Guerra Mundial, junto con el crecimiento del uso de vehículos de motor en la posguerra, llevaron a que se sobreestimara el volumen de viajeros previsto para los servicios de pasajeros en el plan de Bradfield. Parte de las obras previstas en el subsuelo de la ciudad se construyeron y existen como el actual City Circle. También se construyeron pequeñas secciones para líneas otras urbanas propuestas, como los andenes adicionales en las estaciones de tren de Wynyard y de St James, que nunca se han utilizado para el transporte ferroviario de alta capacidad.
En 1923 se colocó la primera piedra del ferrocarril urbano. The City Circle se construyó originalmente como una línea corta hacia St James, a través del Ayuntamiento, Wynyard y hacia el puente de la bahía. No fue hasta 1955 que el circuito se completó con la construcción de la estación de Circular Quay. Finalmente, se puso en servicio una línea hacia los suburbios del este, pero en una alineación diferente a la prevista por Bradfield, quien propuso un trazado por Oxford Street.
Bradfield se retiró del Departamento de Obras Públicas de Nueva Gales del Sur a finales de julio de 1933 (después de 42 años de servicio) con la intención de seguir trabajando como ingeniero consultor.

### Otras obras

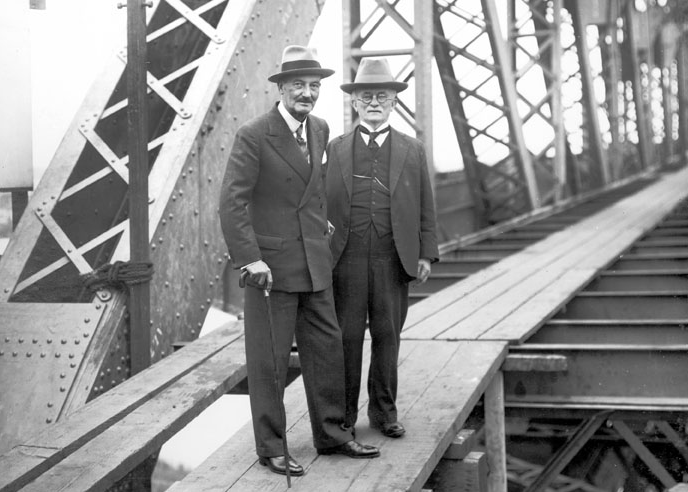
Bradfield y el gobernador del estado de Queensland Leslie Orme Wilson inspeccionando el puente Story de Brisbane

Bradfield fue el diseñador e ingeniero consultor del puente Story de Brisbane. También diseñó el Cataract y el  Burrinjuck Dam.
En octubre de 1938 publicó una propuesta (conocida como el esquema de Bradfield) para desviar algunos ríos costeros de Queensland hacia el lado occidental de la Gran Cordillera Divisoria. Sin embargo, esta idea nunca llegó a ponerse en práctica. También diseñó la estación de Circular Quay, que no se construiría hasta muchos años después de su muerte.

## Lista de proyectos importantes
Varias obras de Bradfield figuran en los inventarios de patrimonio histórico de Australia, de Nueva Gales del Sur y de Queensland:

### Puentes, viaductos y otras infraestructuras
| Nombre del puente / viaducto / infraestructura                                                                                     | Registro patrimonial             | Uso(s)                                        | Año  | Imagen |
| --- | -------------------------------- | --------------------------------------------- | ---- | ------ |
| Puente de la bahía de Sídney, viaductos de acceso, accesos y expropiaciones, pilonos del norte; autopista Bradfield; y Dawes Point | Australiano; Nueva Gales del Sur | Tráfico por carretera, ferrocarril y peatones | 1932 |        |
| Puente Story, Kangaroo Point | Queensland                       | Tráfico rodado y peatonal                     | 1940 |        |
| Subestación de Argyle Street | Australiano; NGS                 | Subestación eléctrica                         | 1932 |        |

### Estaciones de tren
| Estación de ferrocarril                                         | Registro Patrimonial | Línea(s) de ferrocarril | Año  | Imagen |
| --------------------------------------------------------------- | -------------------- | ----------------------- | ---- | ------ |
| Circular Quay y viaducto                                        | NGS                  | City Circle             | 1956 |        |
| Museum                                                          | NGS                  | City Circle             | 1926 |        |
| St James (Sídney, subterránea)                                  | NGS                  | City Circle             | 1926 |        |
| Town Hall (subterránea)                                         | NGS                  | City Circle             | 1932 |        |
| Wynyard (subterránea) y antiguos túneles del tranvía en Wynyard | NGS                  | City Circle             | 1932 |        |

## Vida personal

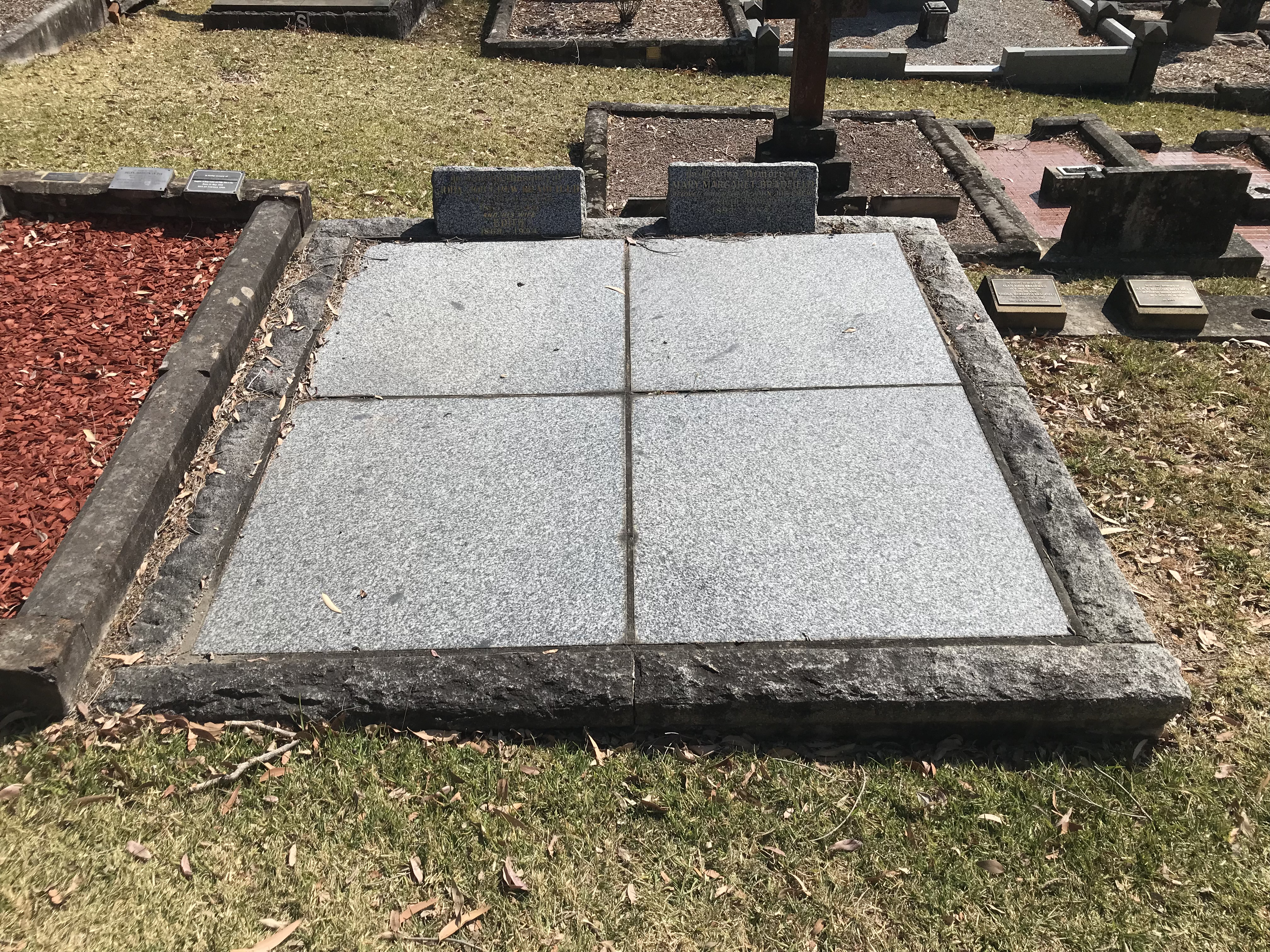
Tumbas de John y de Maria Bradfield en la Iglesia Anglicana de St Johns, Gordon

Bradfield se casó con Edith Jenkins, hija de John Ventris Jenkins, en Brisbane el 28 de mayo de 1891. Tuvieron una hija, Mary Margaret (1892-1984) y cinco hijos: Edward (nacido en 1893), Anthony Bailey (1895-1974), Alan ( 1903), Stanley George (1906–1951) y Keith Noel Everal (1910–2006). Keith Bradfield (conocido como Bill), un ingeniero del Departamento de Aviación Civil, fue responsable de los cambios en canal Alexandra, que permitieron que el Aeropuerto Internacional Kingsford Smith se expandiera entre 1947 y 1970.
Murió en su casa situada en el barrio de Gordon (Sídney del Norte) el 23 de septiembre de 1943. Se celebró un servicio conmemorativo en la Catedral de San Andrés y fue enterrado en la Iglesia Anglicana de San Juan (en Gordon), junto a su hija Mary Margaret. Su esposa Edith murió en 1954 y está enterrada con él.

## Reconocimientos

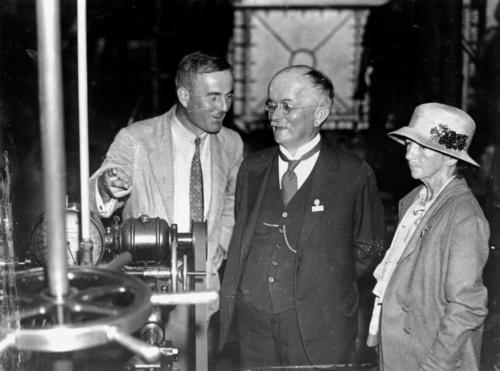
Bradfield en 1933

- Llevan su nombre dos autopistas, una en Sídney y otra en Brisbane;[19] una división electoral federal;[20] el sistema de alcantarillado de la costa norte en West Killara;[21] y el Bradfield Senior College de Sídney, una escuela para las industrias creativas en St Leonards. Un puente peatonal en su ciudad natal de Ipswich, Queensland, también recibió su nombre en 2010.[22]

- Miembro del Senado de la Universidad de Sídney,[23] recibió la Medalla Conmemorativa Peter Nicol Russell de la Institución de Ingenieros de Australia,[24] y fue nombrado Compañero de la Orden de San Miguel y San Jorge en 1933.[23][25]

- En 1934 recibió el Medalla Telford del Comité de Publicaciones del Institución de Ingenieros Civiles de Londres por su artículo "El puente de la bahía de Sydney y sus accesos".[26] En julio de 1936, la Institución de Ingenieros Civiles de Londres eligió a Bradfield como miembro del consejo en representación de Australia.[27] En agosto de 1940, se colocó una placa en el puente Story de Brisbane, reconociendo las contribuciones de muchos de los involucrados en la obra, incluido Bradfield.[9] Recibió el premio a la trayectoria del Instituto de Ingenieros de Queensland en 2007.

- Una parte de West Lindfield se llamó originalmente Bradfield, y entre 1924 y 1977 ostentó este nombre en su memoria. Todavía existe en la localidad una carretera llamada Bradfield Road.

- En marzo de 2021 se anunció que el gobierno de Nueva Gales del Sur llamaría Bradfield a la ciudad aeroportuaria y de fabricación avanzada que se construiría junto al segundo aeropuerto de Sídney en Bringelly.[28]

- Recibió la Orden de San Miguel y San Jorge